# Laizé
Laizé é uma comuna francesa na região administrativa de Borgonha-Franco-Condado, no departamento Saône-et-Loire. Estende-se por uma área de 10,51 km². Em 2010 a comuna tinha 1 133 habitantes (densidade: 107,8 hab./km²).